# Vereinigung der gegenseitigen Bauernhilfe
Die Vereinigung der gegenseitigen Bauernhilfe (VdgB) war nach eigener Definition die Massenorganisation der Genossenschaftsbauern der Deutschen Demokratischen Republik (DDR), die wie sämtliche Massenorganisationen von der Sozialistischen Einheitspartei Deutschlands (SED) geführt wurde. Vor 1990 war die Vereinigung in 8000 Ortsgruppen mit 640.000 Mitgliedern (hauptsächlich Menschen mit Bezug zu Landwirtschaft, Gartenbau und dörflichem Leben) organisiert.

Flagge der VdgB

 Nach 1990 ging die VdgB, die sich kurz zuvor in den Bauernverband der DDR umgewandelt hatte, faktisch im Deutschen Bauernverband auf.

## Geschichte
Aus den seit Herbst 1945 gebildeten Kommissionen für die Bodenreform und Ausschüssen  der gegenseitigen Bauernhilfe wurde auf dem Ersten Deutschen Bauerntag in Berlin (Ost) im November 1947 die Zentralvereinigung der gegenseitigen Bauernhilfe („ZVdgB“) gegründet. Diese schloss sich auf Druck der SED im November 1950 mit dem Zentralverband der landwirtschaftlichen Genossenschaften Deutschlands zur Vereinigung der gegenseitigen Bauernhilfe / Bäuerliche Handelsgenossenschaften (VdgB/BHG) zusammen. Die VdgB sollte das ländliche Genossenschaftswesen dominieren. Die Entmachtung der ehemaligen Raiffeisengenossenschaften in den Dörfern war das Vorspiel zur Kollektivierung der Höfe. Höchste Organe der Vereinigung der gegenseitigen Bauernhilfe waren die „Deutschen Bauerntage“, später die „Zentralen Delegiertenkonferenzen“. Ziel der Organisation war es, zunächst die Bodenreform und später den Aufbau der Landwirtschaft in der DDR zu unterstützen. Für die 1952 begonnene Kollektivierung der DDR-Landwirtschaft – Bildung von Landwirtschaftlichen Produktionsgenossenschaften (LPG) –, betrieben von der SED nach dem Vorbild des „Leninschen Genossenschaftsplanes“, setzte sich die VdgB/BHG auch mit den ihr obliegenden Funktionen bei der Ausgabe von Saatgut, Dünge- und Futtermitteln und bei der Erfassung landwirtschaftlicher Erzeugnisse ein.
Als Presseorgan erschien ab 1946 die Wochenzeitung Der Freie Bauer, ab 1985 als VdgB-Zeitung Unser Dorf. Nach 1957 wurde die Organisation nur noch „Vereinigung der gegenseitigen Bauernhilfe“, oder abgekürzt „VdgB“, genannt (Beschluss des V. Deutschen Bauerntages). Sie bestand aus den Ortsorganisationen der VdgB, deren Arbeit von Kreisvorständen, Bezirksvorständen und dem Zentralvorstand der VdgB angeleitet und kontrolliert wurde. Die Bezirksvorstände und der Zentralvorstand der VdgB waren auch die wirtschaftsleitenden und „Bilanz“-Organe sowie Prüfungsverband der Genossenschaften der VdgB, vor allem der Bäuerlichen Handelsgenossenschaften (BHG) (1989: 272 juristisch selbständige Betriebe mit 26.000 Mitarbeitern), der zwei Winzergenossenschaften der DDR in Freyburg und Meißen und der 86 Molkereigenossenschaften (für diese nur Prüfungsdienst), die ihrerseits Einrichtungen der Ortsorganisationen der VdgB waren. Die VdgB war Mitglied in der Nationalen Front der DDR und war von 1950 bis 1963 in Kommunalparlamenten sowie von 1946 bis 1952 in den Landesparlamenten und von 1949 bis 1963 sowie von 1986 bis 1990 in der Volkskammer vertreten.
Spätestens seit den 1970er Jahren sah sie ihre Aufgaben verstärkt – neben materiell-technischer Versorgung der Landwirtschaftsbetriebe – in der Verbesserung der Arbeits- und Lebensbedingungen in den Dörfern, der Pflege bäuerlicher Traditionen, von Kultur und Sport sowie der Urlaubsgestaltung der Genossenschaftsbauern („Feriendienst“ – u. a. „VdgB-Erholungsheim Ringberghaus“ in Suhl mit über 180.000 Urlaubern seit Eröffnung 1979, „Gäste- und Urlauberheim der VdgB“ in Ziegenrück). Die internationalen Beziehungen der DDR unterstützte die VdgB mit dem Austausch von Bauern-Delegationen und der Qualifizierung von Funktionären anderer Länder an der Agraringenieurschule der VdgB „Friedrich Wehmer“ in Teutschenthal. Ein eigener Bereich im Zentralvorstand der VdgB bemühte sich um die Beziehungen zur Bundesrepublik Deutschland, speziell zum Deutschen Bauernverband (DBV). Ihre Arbeit finanzierte die VdgB aus Gewinn-Abführungen der VdgB-Genossenschaften, v. a. der BHG.
In der Wende fürchtete die VdgB-Führung die Auflösung und Enteignung. Sie bereitete daher die Teilung der VdgB in den Bauernverband der DDR e. V. (für die Interessenvertretung der Bauern) einerseits und den Raiffeisenverband der DDR e. V. (v. a. für die Bäuerlichen Handelsgenossenschaften) andererseits vor, der aber seine Tätigkeit spätestens anlässlich der Deutschen Wiedervereinigung einstellte. Außerdem sollten die örtlichen BHG in die Selbständigkeit entlassen werden. BHG und Raiffeisenverband sollten aber nach wie vor Mitglieder des Bauernverbandes bleiben. Dieser Vorschlag wurde trotz vereinzelter Kritik von der Basis, die der jahrzehntelang mit der SED verbundenen VdgB-Führung misstraute, auf dem Bauerntag in Suhl im März 1990 angenommen. Vorausgegangen war die – von der (west)deutschen Genossenschaftsorganisation vehement unterstützte – Forderung vom Bundesaufsichtsamt für das Kreditwesen (BAKred – heute BaFin) am 30. August 1990, nach der am 3. Oktober 1990 das Prüfungsrecht der Raiffeisenverbände im Beitrittsgebiet erloschen sei und sie sich den Verbänden im alten Bundesgebiet anzuschließen hätten. Bis auf Sachsen kamen alle Raiffeisenverbände in der DDR dieser Forderung nach; der Thüringer Verband beschloss seine Liquidation schon im September 1990, der in Mecklenburg-Vorpommern fusionierte – bis dahin geduldet – 1993. In Sachsen-Anhalt kam es erst gar nicht zu einer Verbandsgründung im juristischen Sinne. Die Aufgaben als Spitzenverbände wurden von den westdeutschen Genossenschaftsverbänden (Deutscher Genossenschafts- und Raiffeisenverband (DGRV), Verband der Volks- und Raiffeisenbanken (BVR) und dem Deutschen Raiffeisenverband (DRV)) der Bundesrepublik übernommen. Der Raiffeisenverband der DDR wurde in den Arbeitskreis genossenschaftlicher Verbände umgewandelt und etwa 1994 liquidiert. Als ostdeutscher Verband verblieb nur der Genossenschaftsverband Sachsen – gegründet am 19. April 1990, der spätere (ab 2004) Mitteldeutsche Genossenschaftsverband (Raiffeisen/Schulze-Delitzsch) e. V. bestehen, bis auch dieser 2013 durch Fusion mit dem Genossenschaftsverband Frankfurt in diesem aufging.

## Vorsitzende
- Otto Körting, SPD/SED, November 1947 – März 1950
- Friedrich Wehmer, SED, 1950 – Februar 1964
- Ernst Wulf, SED, März 1964 – Oktober 1979
- Fritz Dallmann, SED, September 1982 – März 1990

## Auszeichnungen
Die Vereinigung der gegenseitigen Bauernhilfe verlieh als Auszeichnungen:
- Thomas-Müntzer-Medaille (1986)
- Ehrennadel der VdgB
- Mitgliedsnadel der VdgB
- Kunstpreis der VdgB: erstmals verliehen am 16. Mai 1986, unter anderen an Jurij Brězan, Erwin Strittmatter und Walter Womacka. Der Preis wurde als Einzel- und als Kollektiv-Auszeichnung vergeben.